# Dions
Dions é uma comuna francesa na região administrativa de Occitânia, no departamento de Gard. Estende-se por uma área de 11,32 km². Em 2010 a comuna tinha 573 habitantes (densidade: 50,6 hab./km²).